# Hoplopyga cerdani
Hoplopyga cerdani är en skalbaggsart som beskrevs av Franz Antoine 1998. Hoplopyga cerdani ingår i släktet Hoplopyga och familjen Cetoniidae. Inga underarter finns listade i Catalogue of Life.